# Pygmaeolus turcicus
Pygmaeolus turcicus är en stekelart som beskrevs av Kolarov 1993. Pygmaeolus turcicus ingår i släktet Pygmaeolus och familjen brokparasitsteklar. Inga underarter finns listade i Catalogue of Life.